# Cortijo Jurado
El Cortijo Jurado es una hacienda agrícola-burguesa de mediados del siglo XIX, situada en una loma junto a la carretera de entrada a la barriada de Campanillas de la ciudad de Málaga, comunidad autónoma de Andalucía, España. Las edificaciones se erigen en dos partes bien diferenciadas, la zona burguesa usada como casa de recreo, y la zona para el campesinado, con un par de casas de viviendas y establos para ganado y animales de labranza, hoy en día desaparecidos.

## Historia
Aunque no se sabe la fecha exacta de edificación ya que no se han encontrado documentos, se sabe que fue construido entre 1830 y 1840 por la familia Heredia como villa de recreo y también como explotación agraria y ganadera. Los Heredia vendieron el cortijo a los Larios en el año 1925 debido a su situación de bancarrota. Más tarde la propiedad pasaría a la familia Quesada y a un médico de Valladolid. En 1975 fue adquirido por la familia Vega Jurado, de la que proviene su nombre actual.
En 2002 el grupo Mirador lo adquirió para remodelarlo como hotel, fracasando este proyecto y pasando a manos de Promociones Pantie. En 2014 se restauró el edificio, obligados los dueños por el Ayuntamiento de Málaga, cambiando su aspecto exterior totalmente desde hacía décadas. Se puso a la venta por 16 millones de euros a mediados de 2015 para retomar el proyecto de hotel de lujo, aunque aún no ha salido comprador.
A finales del pasado 2022, el Grupo Sinerba compró la propiedad con la intención de albergar en un futuro próximo un gran y renovado complejo de oficinas.

## Características
Construido en un estilo que podría definirse como estilo ecléctico, conjuga elementos del neogótico inglés con alguna que otra decoración de tintes nórdicos en los detalles. Sus 2.500 metros cuadrados están organizados en torno a un patio central y presenta una disposición interior descentrada hacia la izquierda; zona que constituía la zona noble del conjunto, escalera principal, acceso interior a la capilla, etc.
Tiene una planta rectangular con dos alas laterales, que sobresalen por la parte frontal para envolver la puerta de entrada. Destacan entre otras muchas cosas, la capilla (actualmente en un mal estado de conservación, aunque conserva su elemento principal, el retablo de yeso neogótico), la torre mirador, algunos salones, además de una gran cantidad de habitaciones con la friolera de 365 ventanas (según cuenta la tradición oral, una para cada día del año) y otras estancias interiores. 
Aunque actualmente han sido desaparecidas y expoliadas, antiguamente en el pasillo de la planta superior había dos columnas de hierro forjado, con fustes lisos abombados en el centro y capiteles corintios, con decoraciones vegetales de hojas de acanto y cuatro volutas en las esquinas. A consecuencia del robo, la viga maestra que sustentaban estas columnas cedió, derrumbándose sobre el pasillo la estructura de la terraza superior, llevándose consigo parte del artesonado del tejado central y dañando gravemente otras estancias de la parte baja.

## Leyendas

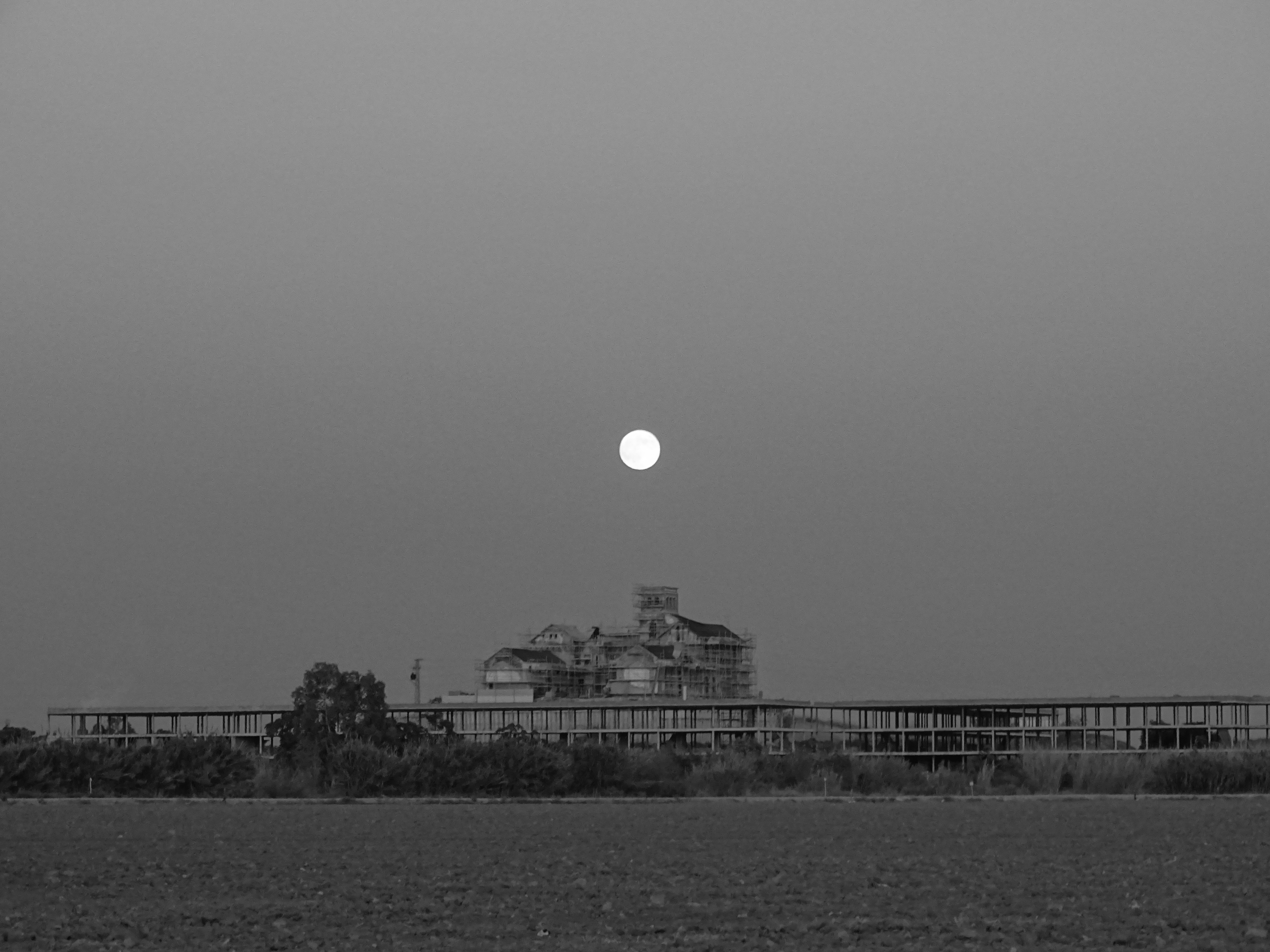
Luna llena de agosto sobre el cortijo Jurado

Médiums e investigadores paranormales afirman "haber detectado la existencia de fenómenos paranormales en este cortijo tales como apariciones y parafonías". En los últimos años se ha convertido en un tema recurrente en los medios dedicados a este tipo de cuestiones. En este contexto se ha llegado a afirmar que se han encontrado manuscritos antiguos que predicen futuras desgracias: "¡La pesadilla viene, todos morirán!".
Este edificio ha pasado a ser ampliamente conocido en medios de comunicación de ámbito nacional relacionándolo con la temática paranormal (apariciones de rostros femeninos, Orbs, siluetas con sombrero, ruidos, pisadas, etcétera), llegando a ser calificada como casa embrujada. 
Según una leyenda urbana, varios casos de desapariciones de chicas jóvenes estarían relacionados con ritos sexuales satánicos llevados a cabo en el cortijo por anteriores dueños del siglo XIX, personas que podían escapar de la justicia mediante sobornos. Según la misma leyenda, después del abandono del edificio todavía hubo casos de desapariciones de menores de edad. También según la leyenda, la mansión tiene unos sótanos ocultos en los que habría máquinas de tortura y que estarían comunicados con el vecino Cortijo de Colmenares (actual Club de Golf Guadalhorce), situado junto al río Guadalhorce.
Otra de las leyendas existentes, relaciona los sucesos paranormales que ocurren con los fusilamientos que se llevaban a cabo por los alrededores durante la Guerra Civil, ya que durante este acontecimiento la famosa construcción ejerció como hospital, además de convertir sus sótanos en calabozos. 
Todo esto ha atraído durante mucho tiempo a periodistas especializados en este tipo de fenómenos, además de a muchas personas curiosas, como es el caso de un joven que cuando tenía veinte años decidió ir a investigar con sus amigos la mansión para comprobar si era realidad todo lo que decían que ocurría ahí dentro, pero por desgracia cayó a un pozo de unos treinta metros de profundidad y quedó gravemente perjudicado, teniendo que pasar el resto de su vida en una silla de ruedas. No obstante, se ha seguido visitando, incluso existen páginas web y agencias que organizan visitas nocturnas bajo el patrocinio de "la casa encantada más famosa de España".